# Steinbach (Herzogenaurach)
Steinbach ([ˈʃtaɪ̯nˌbax] ) ist ein Gemeindeteil der Stadt Herzogenaurach im Landkreis Erlangen-Höchstadt (Mittelfranken, Bayern). Steinbach liegt in der Gemarkung Burgstall.

## Geographie
Durch das Dorf fließt der Krebsbach (im Unterlauf Schleifmühlbach genannt), ein rechter Zufluss der Mittleren Aurach. Der Ort ist unmittelbar von Acker- und Grünland mit vereinzeltem Baumbestand umgeben. Im Süden wird die Flur Steinbachäcker genannt. Noch weiter südlich befindet sich der Steinbacher Wald. 200 Meter weiter nordöstlich grenzt ein Neubaugebiet von Herzogenaurach an. Eine Gemeindeverbindungsstraße verläuft nach Burgstall (1,4 km südöstlich) bzw. zur Kreisstraße ERH 14 (0,6 km nördlich) zwischen Dondörflein und Herzogenaurach.

## Geschichte
Lehnsherr im Ort war das Hochstift Bamberg. Im Bamberger Urbar von 1348 wurden zwei Weingärten erwähnt. Die Lehen wurden an die Markgrafen und an Nürnberger Geschlechter vergeben. Konrad Groß hatte im Ort Zehntansprüche, die später an das Nürnberger Heilig-Geist-Spitals übergingen. Die Patrizier Nützel von Sündersbühl waren Grundherren über einen Hof und einen Halbhof. Mit dem Tode von Johann Nützel im Jahr 1747 fiel das Lehen an das Hochstift Bamberg heim.
Gegen Ende des 18. Jahrhunderts gab es in Steinbach 10 Anwesen. Das Hochgericht übte teils das brandenburg-bayreuthische Fraischvogteiamt Emskirchen-Hagenbüchach, teils das brandenburg-ansbachische Oberamt Cadolzburg aus. Der Fuhrweg war die Grenze. Die Dorf- und Gemeindeherrschaft hatte das bambergische Amt Herzogenaurach. Grundherren waren das Amt Herzogenaurach (1 Hof, 2 Güter), der Nürnberger Eigenherr von Geuder (6 Häuser) und der Graf von Seinsheim (1 Hof).
Von 1797 bis 1810 unterstand der Ort dem Justizamt Markt Erlbach und Kammeramt Emskirchen. Im Rahmen des Gemeindeedikts wurde Steinbach dem 1808 gebildeten Steuerdistrikt Obermichelbach und der im selben Jahr gegründeten Ruralgemeinde Burgstall zugeordnet.
Am 1. Januar 1972 wurde Steinbach im Zuge der Gebietsreform in die Stadt Herzogenaurach eingegliedert.

### Baudenkmäler
- Steinbacher Straße 3: Grenzstein
- Lerchenweg 4: Steinkreuz

### Einwohnerentwicklung
| Jahr      | 001818 | 001861 | 001871 | 001885 | 001900 | 001925 | 001950 | 001961 | 001970 | 001987 | 002019 | 002023 |
| Einwohner | 69     | 51     | 55     | 60     | 42     | 57     | 121    | 106    | 91     | 80     | 80     | 87     |
| Häuser    | 9      |        |        | 11     | 11     | 10     | 12     | 15     |        | 22     |        |        |
| Quelle    | [ 9 ]  | [ 10 ] | [ 11 ] | [ 12 ] | [ 13 ] | [ 14 ] | [ 15 ] | [ 16 ] | [ 17 ] | [ 18 ] | [ 1 ]  | [ 1 ]  |

## Religion
Der Ort ist römisch-katholisch geprägt und nach St. Magdalena (Herzogenaurach) gepfarrt. Spätestens seit dem 19. Jahrhundert gibt es evangelisch-lutherische Bewohner. Sie sind nach St. Peter und Paul (Münchaurach) gepfarrt.